# Tomba!
Tomba! (Tombi! en la región PAL y オレっ！トンバ (Ore! Tomba) en Japón) es un videojuego de plataformas, acción y aventura creado por Whoopee Camp Co. Ltd. y publicado por Sony Computer Entertainment para la consola de videojuego PlayStation. Fue lanzado en 1997 para Japón y en 1998 para Norteamérica y la región PAL. Tombi! también contó con una secuela titulada Tombi! 2: The Evil Swine Return en 1999. También ha sido lanzado en PlayStation Network por MonkeyPaw Games. La saga es fue idea del creador de juegosTokuro Fujiwara, quien creó los videojuegos Ghosts'n Goblins y Mega Man.

## Historia
La historia trata sobre Tombi, un salvaje joven de pelo rosa que siempre viste unos pantalones cortos. Siete "Cerdiablos" usan poderes mágicos para transformar el continente en un extraño territorio. Los subalternos de los Cerdiablos, los Cerdos Koma, roban una gran cantidad de oro y a Tombi le roban el brazalete de su abuelo. La misión de Tombi es liberar las partes malditas del continente y derrotar a los Cerdiablos para recuperar su brazalete.

## Juego
Tombi! es un juego de plataformas en dos dimensiones, que contiene algunos elementos de RPG. Tombi puede vencer a sus enemigos saltando sobre ellos y lanzándolos, también puede usar su arma para dejarlos aturdidos. Al vencer a los enemigos podrás ganar experiencia para subir de nivel ciertas habilidades que se desbloquearán a medida que avances en el juego, como por ejemplo escudo de fuego o doble salto.
El juego tiene un sistema de misiones, donde el personaje principal, Tombi, debe hacer diversas tareas para completarlas. Algunas misiones requieren de otras para poder completarse. Al finalizar una misión recibirás una cierta cantidad de Puntos de Aventurero (AP). Los Puntos de Aventurero (AP) es el sistema de puntos del juego, los cuales se pueden usar para abrir cajas en las cuales habrá diversos objetos. En total hay 130 misiones, de las cuales solo 70 son obligatorias otras 3 fueron desechadas, mientras que el resto no son necesarias para avanzar en el juego, ya que son misiones secundarias, pero deben de completarse para completar el juego al 100%. Dos de las ciento treinta misiones se consiguen automáticamente al finalizar el juego por lo que el jugador solo podrá jugar en la partida con 128 eventos completados.
Si hemos completado el juego con todos los eventos en su secuela podemos tener acceso a misiones que solo son exclusivas si tienes una partida guardada

## Diferencias en las distintas versiones
Tombi aguarda cantidad de diferencias que hace que su juego cambie de forma drástica dependiendo del país.
- La música introductoria es diferente a la americana y a la europea.
- La interfaz y los menús son presentados de forma distinta en la versión europea y en la versión americana mientras que la japonesa presenta un menú de inicio más simple mostrando todo el contenido de forma vertical mientras que el otro tenías que ir moviéndote por los menús.
- Mientras que la pantalla de carga de la versión internacional está compuesto de cerdiablos, la versión japonesa es completamente negra.
- El menú de objetos (inventario) de la versión japonesa muestra todo en pantalla mientras que en la versión internacional vas moviendote por los distintos menús.
- La posición del signo de exclamación (!) en la versión japonesa está ubicada en otro lugar debido a que en las versiones americanas y europeas no cuenta con ningún signo de exclamación y la japonesa hace uso de ella haciendo sonoro el nombre de tomba en las versiones fuera de Japón.
- Los efectos de sonido en la demo japonesa eran de otro modo a la versión final japonesa y por consiguiente a la versión europea
- En la demo japonesa del juego contaba con un límite de tiempo que en la versión final y lanzamiento a Europa fue totalmente eliminado.

### Special Edition
El 1 de agosto de 2024 se publicó una reedición del juego para PlayStation 5, Switch y Steam.

## Lanzamiento
El lanzamiento de Tombi en PlayStation en Japón conocido como "Ore! Tomba" fue lanzado el 18 de diciembre de 1997, seguido de Norteamérica el 1 de julio de 1998 con el nombre de "Tomba!" y finalmente fue lanzado el 1 de agosto de 1998 en la región PAL, con el nombre de "Tombi!".
El lanzamiento de Tombi en PlayStation Network en Japón fue lanzado el 6 de julio de 2011 por un precio de ¥600 seguido de la versión americana, "Tomba!" la cual fue lanzada en la American PlayStation Network el 19 de junio de 2012 por $10. El juego fue lanzado en la región PAL unos meses después del lanzamiento de la versión de Norteamérica. La versión PAL tuvo tantos fallos que se lanzó una versión portada de la versión de Norteamérica en su lugar.

## Recibimiento
Tombi! ha tenido comentarios positivos en casi todo el mundo, a pesar de eso sus ventas fueron moderadas, pero no lo suficiente como para convertirse en edición platino.
- Datos: Q2713506